# Gökçe (Kızıltepe)
Gökçe (kurd. Selax) ist eine Kleinstadt im Landkreis Kızıltepe der türkischen Provinz Mardin. Gökçe liegt auf einer Ebene in Südostanatolien auf 520 m über dem Meeresspiegel, ca. 14 km östlich von Kızıltepe.
Gökçe hat seit 1992 den Status einer Belediye. Der ursprüngliche Name der Ortschaft lautet Selah oder Salah. Dieser Name ist bereits im 16. Jahrhundert belegt. 1990 lebten 3.148 Menschen in Gökçe. 2009 hatte die Ortschaft 7.050 Einwohner. In der Nähe der Stadt verläuft die Eisenbahnlinie. Gökçe ist landwirtschaftlich geprägt. Die Einwohner leben von Feldbau und Viehzucht. Es werden Getreide, Baumwolle und Mais angebaut.
Die Sommer in Gökçe sind heiß, die Winter feucht und mild. Der jährliche Niederschlag beträgt durchschnittlich 350 mm.